# Rory McLeod (snooker)
Rory McLeod, angleški igralec snookerja, * 26. marec 1971, Wellingborough, Northamptonshire, Anglija.
McLeod se je šele po desetih letih v drugorazrednem tekmovanju Challenge Tour uvrstil v elitno svetovno karavano, v njej je debitiral v sezoni 2001/02. Odtlej niza solidne predstave in se vztrajno vzpenja po svetovni jakostni lestvici, trenutno zaseda 39. mesto.

## Kariera
McLeod se je doslej šestkrat uvrstil v šestnajstino finala katerega od jakostnih turnirjev. Prvič mu je tak dosežek uspel leta 2002 na turnirju Welsh Open in drugič leta 2003 na turnirju Scottish Open. Najboljša dosežka sezone 2004/05 sta bila za McLeoda dve uvrstitvi med najboljših 48 igralcev, od tega je na turnirju Welsh Open premagal tudi bodočega svetovnega prvaka Shauna Murphyja. Svoj najboljši dosežek na jakostnih turnirjih (uvrstitev v šestnajstino finala) je še tretjič ponovil leta 2005, ko je turnirju Grand Prix izločil Paula Hunterja, ki pa je bil v času dvoboja že vidno bolehen in upadel, zato ima ta njegova zmaga grenak priokus.
McLeod je bil leta 2007 na turnirju Grand Prix izjemno blizu uvrstitvi v prvi jakostni četrtfinale v karieri, a ga je v skupini G z drugega mesta, ki je kot zadnje vodilo v četrtfinale, izrinil Barry Hawkins. Za nameček je McLeoda naposled prehitel še Stephen Hendry, tako Hendry kot Hawkins pa sta bila od McLeoda boljša po spletu okoliščin, saj je o napredovanju odločal krog treh igralcev.
Leta 2008 se je prebil na glavni del turnirja UK Championship in s tem še četrtič izenačil svojo najboljšo uvrstitev na jakostnih turnirjih. To mu je uspelo z zmagama v kvalifikacijah proti Jimmyju Whitu (9-8) in Davu Haroldu (9-6). Njegovo pot na tekmovanju je naposled zaključil Ronnie O'Sullivan, njun dvoboj prvega kroga se je končal z zmago O'Sullivana 9-6, čeprav je sredi dvoboja kazalo še dosti slabše za McLeoda, ki je že zaostajal z 0-6. Ob koncu sezone 2008/09 je McLeod v zadnjem krogu kvalifikacij porazil Iana McCullocha z 10-7 in se prvič v karieri prebil na glavni del Svetovnega prvenstva. Tako je še šestič izenačil svoj najboljši dosežek na jakostnih turnirjih, ni pa ga uspel preseči, saj je v prvem krogu klonil proti Marku Kingu s 6-10. S svojimi predstavami preko celotne sezone si je prislužil 39. mesto na svetovni jakostni lestvici v sezoni 2009/10, kar je rekord njegove dosedanje kariere.
Leta 2009 je znova opozoril nase, saj je osvojil kvalifikacijski turnir Masters Qualifiers in si s tem prislužil mesto na prestižnem nejakostnem povabilnem turnirju Masters. V finalu je odpravil Andrewa Higginsona z izidom 6-1.

## Zasebno življenje
Njegovi starši prihajajo z Jamajke. Trenutno je McLeod edini temnopolti igralec v svetovni karavani.
Rodil se je v Wellingboroughu, Northamptonshire, kjer je obiskoval šole Victoria Junior School, Westfield Boys School in Sir Christopher Hatton School. Snooker je prvič resneje igral v klubu Embassy Club v Wellingboroughu, tedaj je bil še na začetku svoje najstniške dobe. Veliko časa preživlja v Katarju, kjer je zaposlen kot trener njihove državne reprezentance.

## Osvojeni turnirji

### Nejakostni turnirji
- Masters Qualifying Event - 2009